# Muirsinia desutterae
Muirsinia desutterae är en insektsart som beskrevs av Thierry Bourgoin 1997. Muirsinia desutterae ingår i släktet Muirsinia och familjen Meenoplidae. Inga underarter finns listade i Catalogue of Life.